# Trois-Évêchés (montagna)
I Trois-Évêchés (2.818 m s.l.m.) sono una montagna delle Alpi di Provenza situata nel dipartimento francese delle Alpi dell'Alta Provenza.

## Toponimo
Il nome francese significa: Tre Diocesi (o Vescovadi). Deriva dal fatto che segnava il confine tra le diocesi di Digne, di Embrun e di Senez.

## Caratteristiche
La montagna riveste un'importanza particolare tanto che si parla di massif des Trois-Évêchés.
Lo spartiacque tra i bacini del Bléone, dell'Ubaye e del Verdon si trova a circa 100 m a sud-ovest della vetta.